# Mérite scolaire

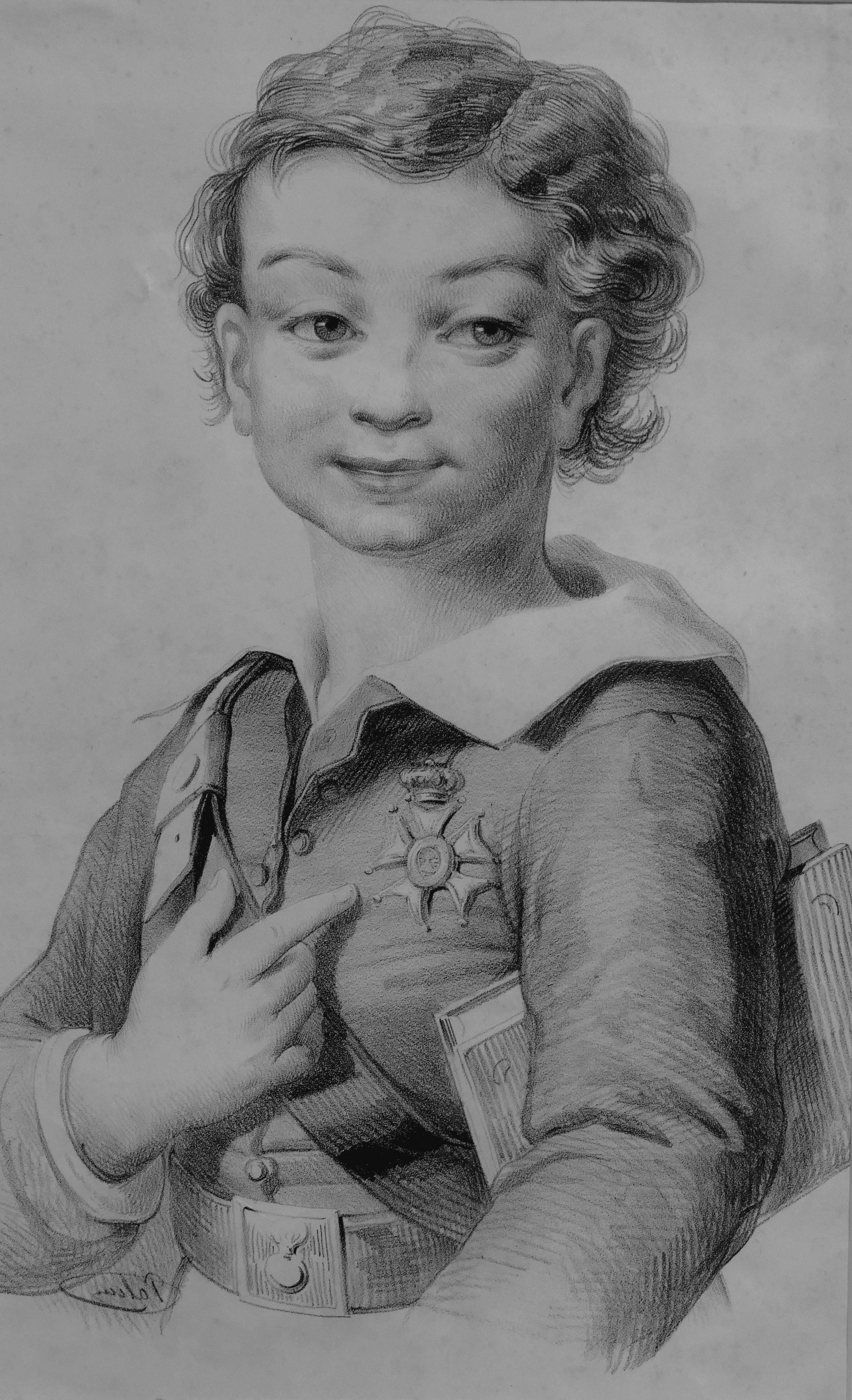
Un élève fier de sa croix d'honneur, dessin vers 1860. Musée national de l'Éducation (Rouen).

Le Mérite scolaire ou croix d'honneur est, en France, une distinction accordée aux meilleurs élèves d'une classe, essentiellement dans le cycle primaire et le collège, et symbolisée par l'attribution d'une médaille en forme de croix. Cette procédure tombe en désuétude à partir des années 1950.

## Obtention de la distinction

Albert Bettannier, La tache noire, 1887. L'élève au premier rang porte la médaille du Mérite scolaire.

Laissée à la discrétion des différents établissements, elle est décernée pour chaque classe aux meilleurs élèves par matière ou en général pour les résultats obtenus durant une semaine ou un mois, à la suite de quoi elle était remise en jeu. L'excellence dans la discipline et la camaraderie est aussi un critère pris en compte.
Ce type de récompense se retrouve le plus souvent dans les sections primaires ou collèges des grands lycées ou des institutions catholiques, notamment les écoles Lasalliennes, l'étoile présente sur toutes les médailles rappelle l'emblème de ces écoles. On la retrouve également mise en valeur dans les bataillons scolaires.

## Modèles de médailles

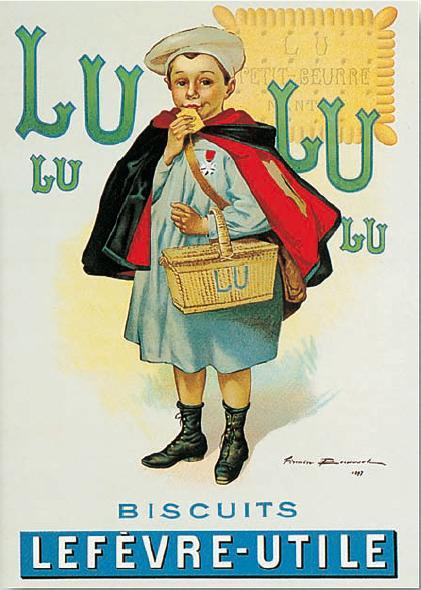
Le Petit Écolier, affiche des biscuiteries LU, 1897. Le garçon arbore une médaille du mérite.

Prenant la forme d'une croix pattée entourée de lauriers, elle veut rappeler la croix de la Légion d'honneur. Son ruban est souvent rouge ou parfois bleu. La plupart  des médailles portent la mention Au Mérite et une étoile. La médaille simple est en bronze ou en laiton argenté, mais il existe des modèles de luxe avec croix émaillée. Sur la fin, des modèles en plastique reproduisant le modèle ancien ont été distribués.
On trouve des médailles semblables en Italie et au Portugal et dans plusieurs pays d'Amérique du Sud avec la mention Al Merito.

## Les systèmes d'émulation dans l'enseignement

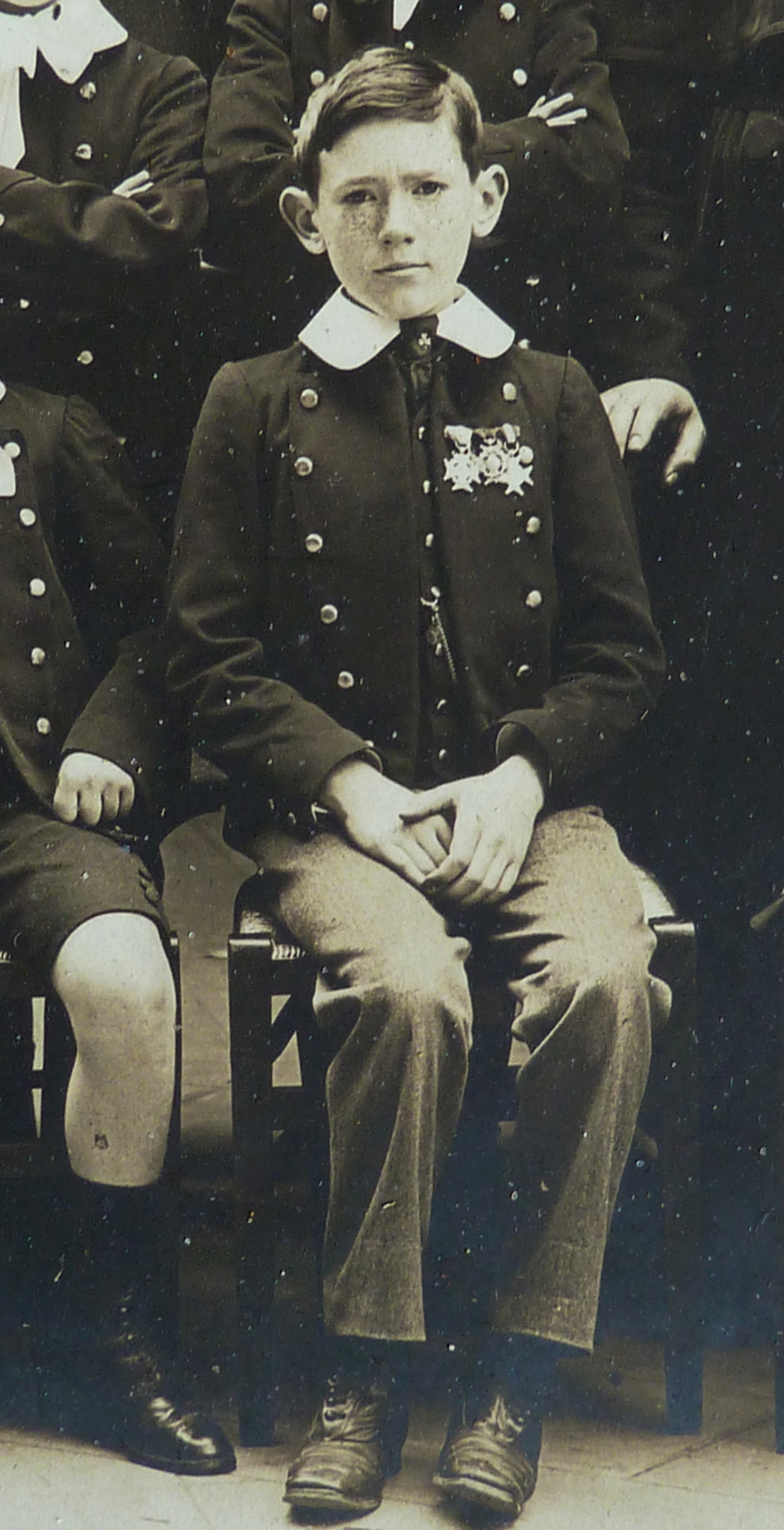
Élève d'une classe de l'école jésuite Saint-Ignace de la rue de Madrid à Paris portant trois médailles, vers 1900.

Par le passé, et jusqu'à la fin des années 1960, les systèmes de récompense étaient en pratique dans l'enseignement et se déclinaient, en plus des croix d'honneur, en de nombreuses procédures : les bons point, le Tableau d'honneur, les billets de satisfaction et billets d'honneur, les distributions annuelles de livres de prix et même des récompenses pécuniaires sous forme de livret d'épargne. Cependant, dès le début du XXe siècle, des pédagogues ont critiqué la distribution inflationniste de récompenses plus ou moins méritées qui pouvaient avoir un effet néfaste sur l'éducation morale des écoliers.

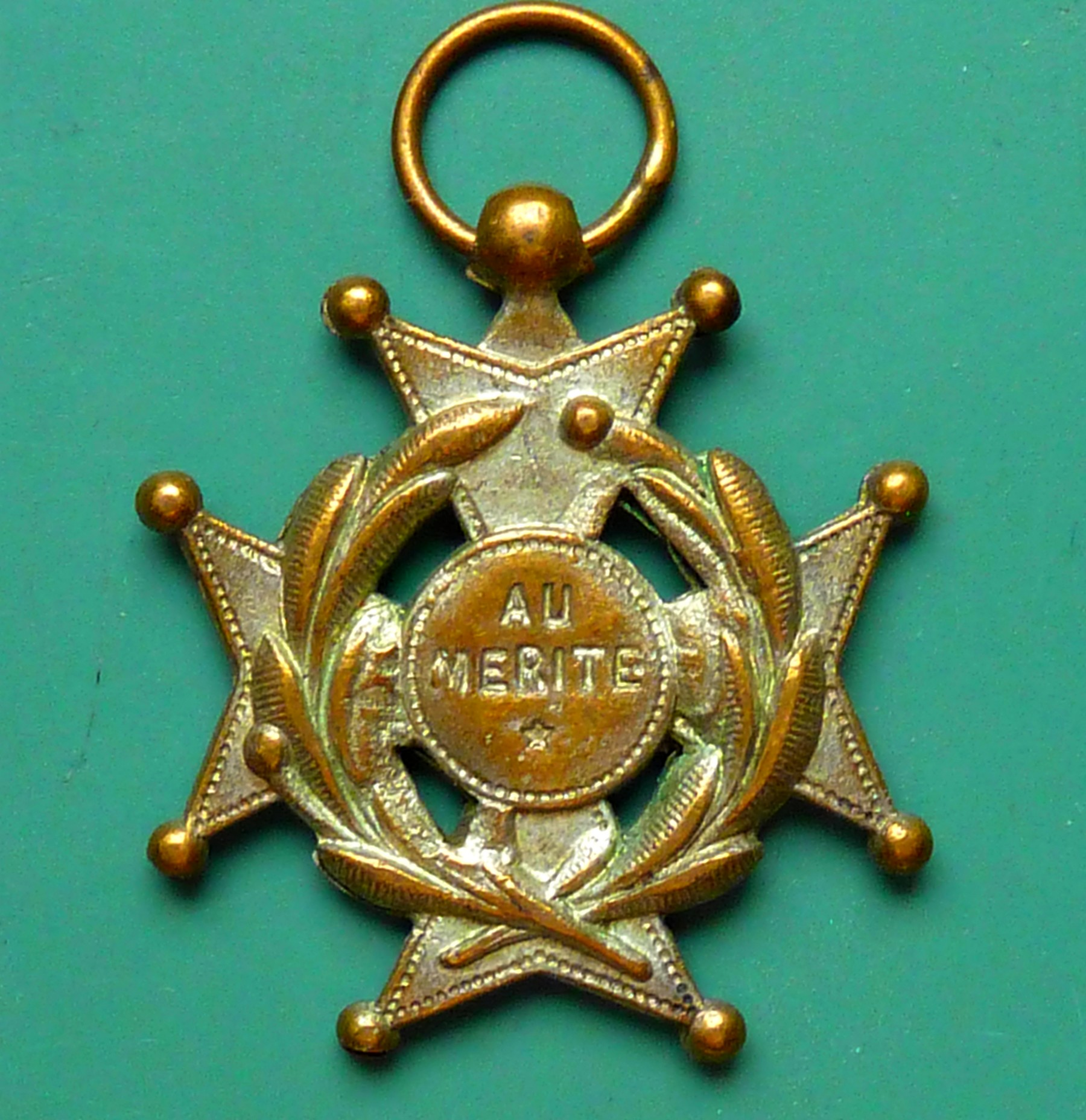
Modèle de médaille courante, vers 1900, le ruban était rouge ou bleu.
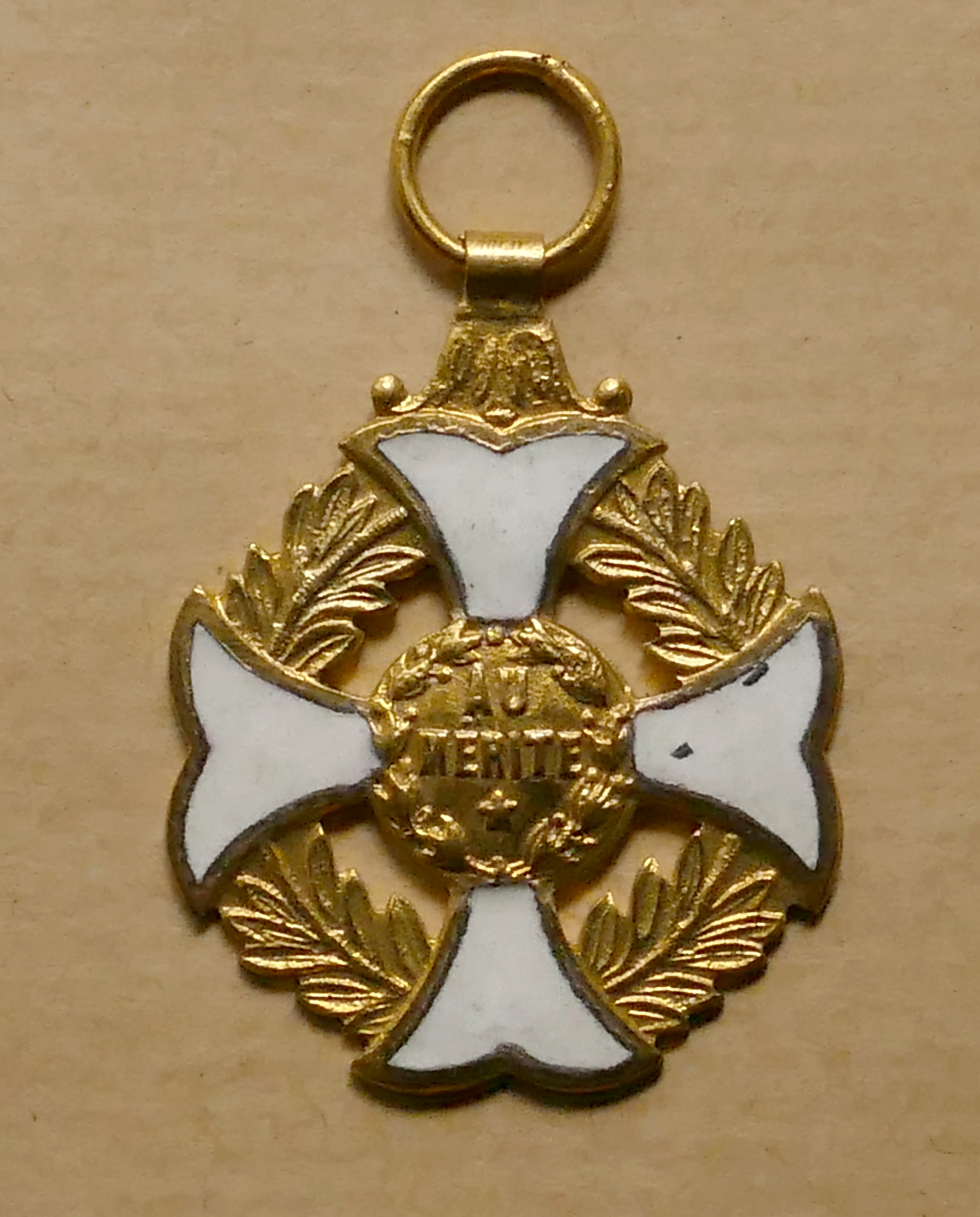
Modèle avec croix émaillée.
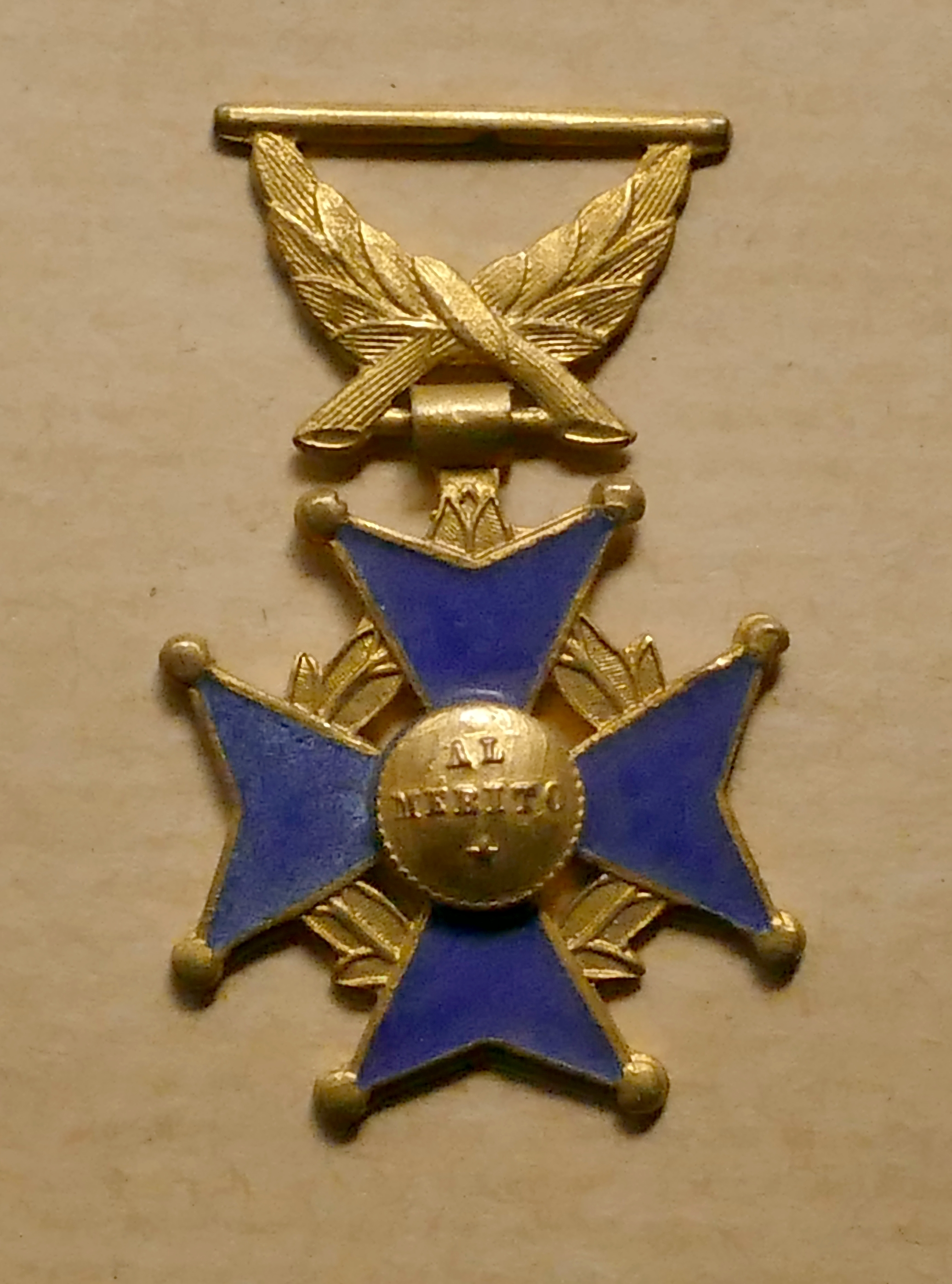
Médaille Al Merito d'origine étrangère.
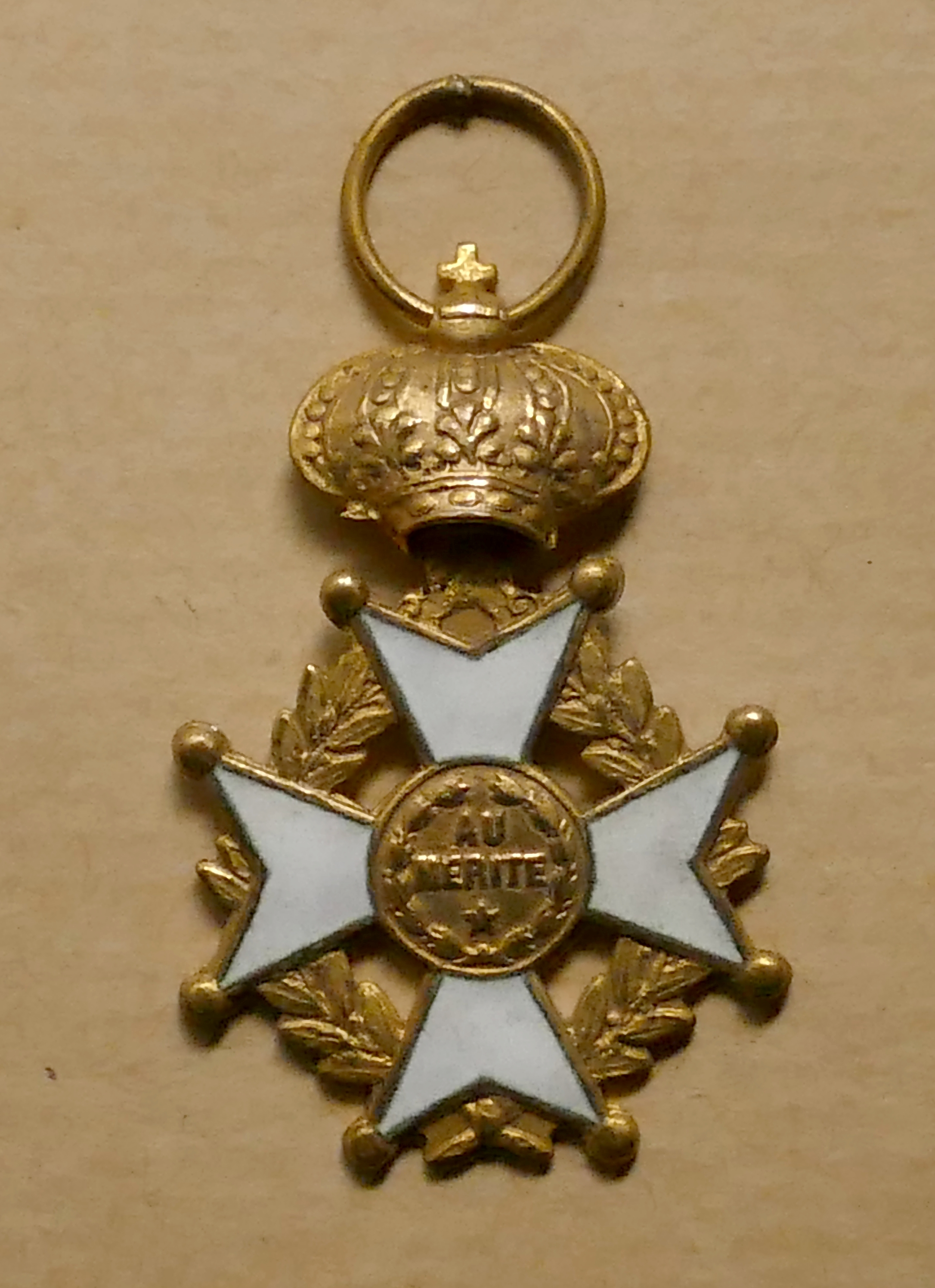
Modèle de médaille luxueuse avec croix émaillée, Frères des écoles chrétiennes, peut-être d'origine belge.